# Valle Savio (Cesena)
Il Valle Savio è un quartiere di Cesena che si sviluppa a sud della città.
La superficie del quartiere è di 37,72 km², ovvero il 17% del territorio comunale (è il quartiere più vasto di Cesena) e risiedono 3 594 abitanti (dati del 2007). Il Valle Savio confina a nord con il quartiere Oltre Savio, a sud con il quartiere Borello e a est con il Cesuola e Centro Urbano.
Nel suo territorio rientrano le frazioni di San Vittore, San Carlo, Roversano, Lizzano, Tipano, Paderno, Tassello, Luogararo, San Mamante, Il Trebbo, Oriola e S. Lucia. Nei pressi di Lizzano è stato realizzato il grande impianto sportivo sul quale tuttora si allena il Cesena, noto come centro sportivo "Alberto Rognoni" di Villa Silvia.
Il quartiere è attraversato dalla Strada europea E45.

## Collegamenti esterni

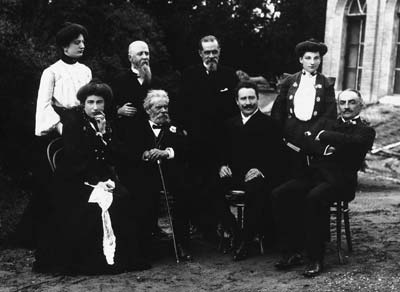
Giosuè Carducci e Alessandro Bonci a Villa Silvia